# Noriyasu Akase

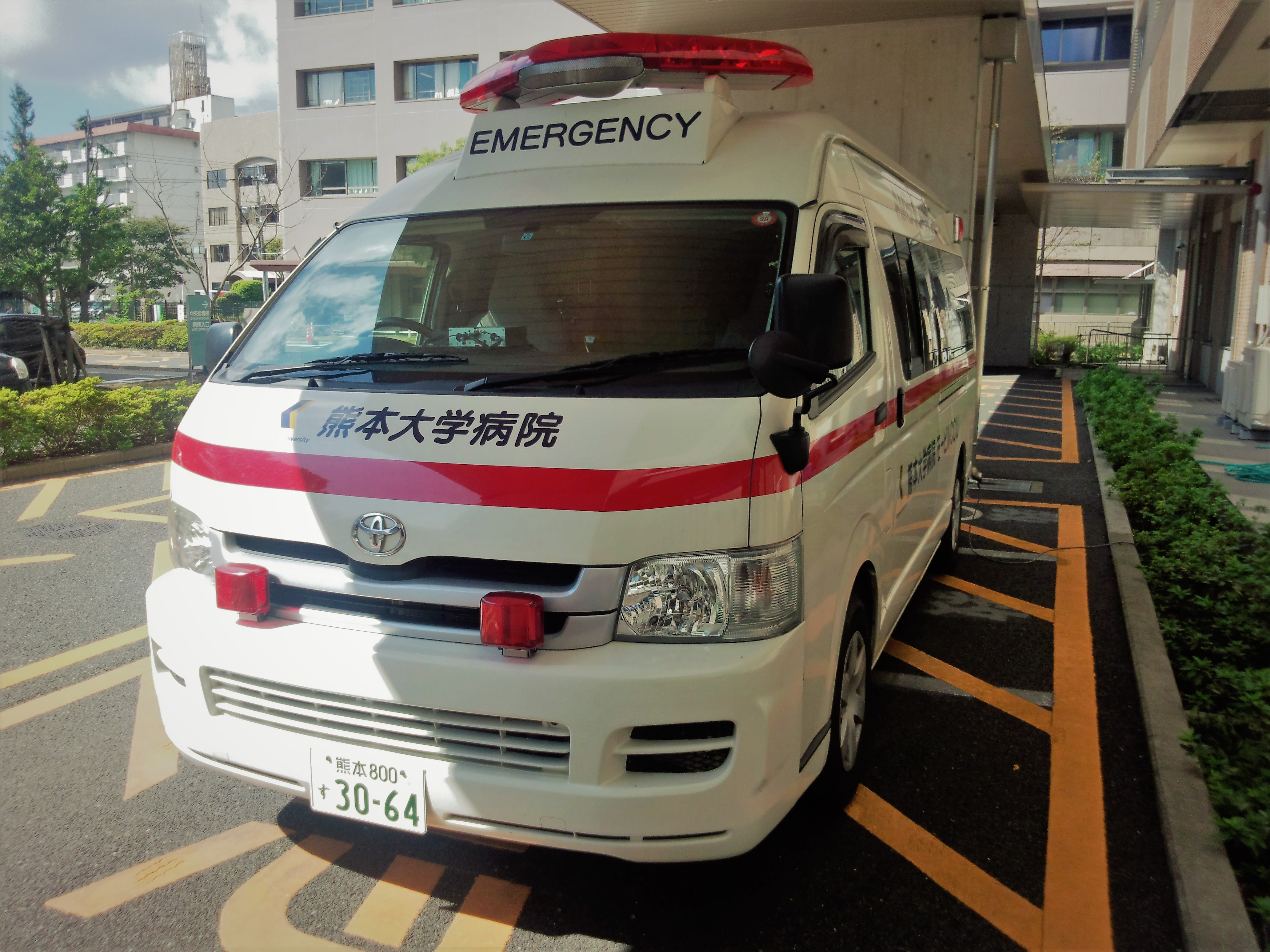
Ambulancia (Japón)

Noriyasu Akase (赤 瀬 範 保 Akase Noriyasu) Fue un hombre japonés quien fue la primera persona en Japón en admitir públicamente ser VIH positivo. Por esta razón, fue objeto de gran escrutinio mediático hasta su muerte, y él y su familia enfrentaron discriminación debido a su condición de salud.

## Anuncio
En 1988, Akase apareció en una entrevista televisada por la NHK. En ella él dijo: "Me complacería si me mostraras como un anciano común y corriente con hemofilia, un adulto mayor que contrajo el VIH y se está divirtiendo a pesar de su discapacidad. Me gustaría que mis amigos tengan coraje y pasen su tiempo de una manera útil. Está bien preocuparse y está bien pensar en todo tipo de cosas, pero el tiempo pasa, no importa cuánto te preocupes".

## Consecuencias
La esposa de Akase fue despedida de su trabajo de enfermera después de que su empleador descubriera que su esposo tenía VIH. Posteriormente fue despedida seis veces más de nuevos empleos por la misma razón.